# Incident de Mrkonjić Grad

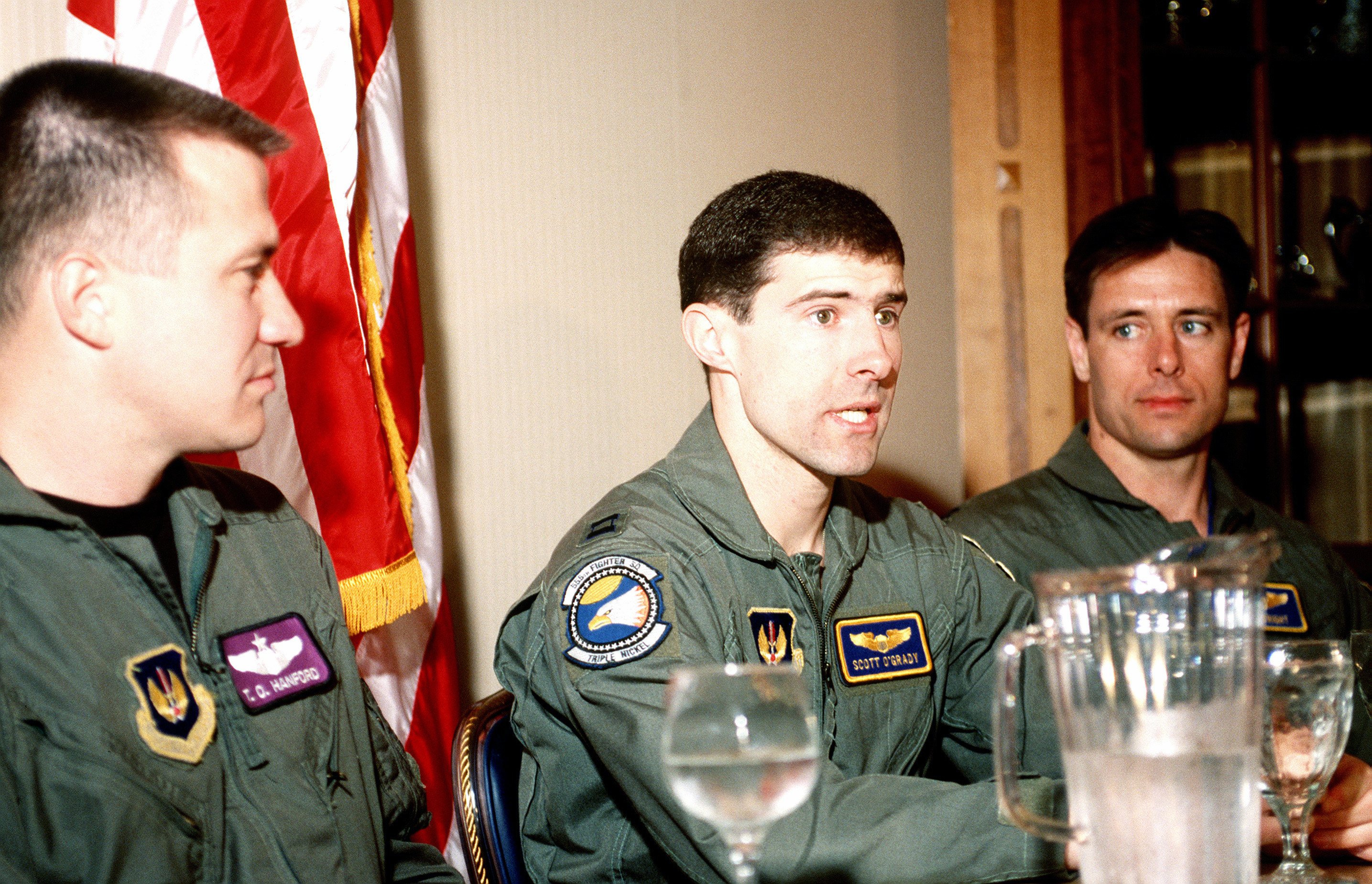
Conférence de presse de Scott O’Grady.

L’incident de Mrkonjić Grad a impliqué l’Armée de la république serbe de Bosnie (VRS) et l’armée de l’air américaine (USAF) le 2 juin 1995. 
Ce jour, le F-16 américain piloté par Scott O’Grady est abattu, alors qu’il patrouillait au-dessus de la Bosnie-Herzégovine dans le cadre de l’opération « Deny Flight », par un missile serbe SA-6. Il réussit à s’éjecter et fut récupéré 6 jours plus tard. 

## L’incident

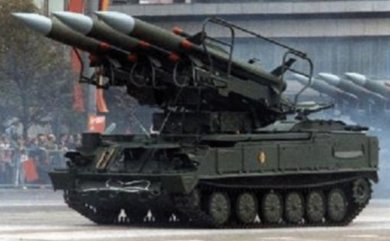
Lance missiles sol-air Code OTAN SA-6 Gainful.

Les pilotes, le capitaine Scott "Zulu" O’Grady (indicatif « Basher 52 ») et le capitaine Robert G. "Wilbur" Wright (indicatif « Basher 51 ») décollèrent avec leurs F-16C, le matin du 2 juin 1995 de la base italienne d'Aviano pour une mission de routine au-dessus du ciel de la Bosnie-Herzégovine dans le cadre de l’opération « Deny flight ».
Leur vol s’annonçait sans incidents, ils survolèrent plusieurs fois sans crainte Bihać, Banja Luka, Bosanski Petrovac, à une altitude de 26 000 pieds (7 925 m) tout en connaissant l’emplacement des missiles sol-air serbes SA-6.
Mais les Serbes, qui avaient déplacé discrètement au cours de la nuit précédente une batterie de SA-6 de la région de Bihać vers l’intérieur du pays, dans les alentours de la ville de Mrkonjić Grad, attendaient patiemment le passage des F-16.
Connaissant le point faible des F-16 lorsqu’ils sont à la verticale de la batterie de missiles, ils enclenchèrent les radars de poursuite et firent feu avec deux missiles sur les avions américains. Le premier missile explosa entre les deux avions et l’impact du deuxième missile coupa l’avion du capitaine O’Grady en deux.
Il réussit à s’éjecter et atterrit dans les environs de la ville de Mrkonjić Grad.
Il se cacha dans les forêts, organisa sa survie, évitant les déplacements pendant la journée, ainsi que l’utilisation de son poste radio pour signaler sa position sachant qu’il pouvait être facilement repéré.
Quatre jours plus tard, le 6 juin, il signala sa position et, le 8 juin 1995, il fut secouru par les Marines américains de la 24e unité expéditionnaire de Marines basée sur le navire d'assaut amphibie USS Kearsarge.

## Culture populaire
Le film En territoire ennemi (Behind Enemy Lines) tourné en 2001 est une interprétation hollywoodienne de cet événement.